# 乔治·霍格 (记者)
乔治·艾尔温·霍格（英語：George Aylwin Hogg，中文名为何克，1915年1月26日—1945年7月22日）是一位英国记者。他是牛津大学经济系毕业生。他在抗日战争期间救助60名孤儿的举动而被人们称道，期间为了躲避战火，乔治·霍格带领孩子们从陕西省凤县双石铺镇出发，跋涉1100公里到达甘肃的山丹县。

## 早年
乔治·艾尔温·霍格为罗伯特·霍格（英語：Robert Hogg）与凯瑟琳·莱斯特（英語：Kathleen née Lester）之子。乔治·霍格在英国赫特福德郡哈彭登的一个小镇长大。乔治·霍格是哈彭登圣乔治学校的优等生。后就读牛津大学沃德姆学院，获得文学学士学位。之后他成为曼彻斯特卫报的一名自由记者。

## 来华
毕业后，何克随姑母环球旅行，经美、日，于1938年初抵达上海。何克在上海目睹了日军暴行后，决定留华考察。1938年夏，美国女记者史沫特莱在汉口，将何克介绍给了路易·艾黎。艾黎告诉何克，其正组织“工合”运动（即中国工业合作协会），支持中国抗战而供应军需民用品。与艾会面后，何克经武汉八路军办事处安排，前往延安和八路军敌后游击区采访。

## 逝世
1940年初，何克担任“工合”西北办事处英文秘书，并被艾黎选中，成为双石铺培黎学校校长。1944年秋，学校迁往甘肃山丹。1945年7月，乔治·霍格在跟学生们打篮球时伤了脚趾，并发展成破伤风，为了治疗霍格，有两个男孩骑着摩托去兰州寻找治疗破伤风的血清。但最后乔治·霍格还是在孩子们的歌声中离世。

## 纪念
何克巷：位于陕西省凤县。
培黎图书馆：位于甘肃省山丹县，1984年经路易·艾黎努力建成。艾黎说是为纪念乔治·霍格，艾黎为该馆捐赠2400多册新书。

## 电影
- 黄石的孩子[註 1]

## 书籍
《Ocean Devil: The Life and Legend of George Hogg》詹姆斯·迈克马努斯著